# Liste der Biografien/Kod
Liste der Biografien |
Portal Biografien |
Personensuche
# |
A |
B |
C |
D |
E |
F |
G |
H |
I |
J |
K |
L |
M |
N |
O |
P |
Q |
R |
S |
T |
U |
V |
W |
X |
Y |
Z |
?
 
Ka |
Kb |
Kc |
Kd |
Ke |
Kf |
Kg |
Kh |
Ki |
Kj |
Kl |
Km |
Kn |
Ko |
Kp |
Kr |
Ks |
Kt |
Ku |
Kv |
Kw |
Ky |
Kx |
Kz
 
Koa |
Kob |
Koc |
Kod |
Koe |
Kof |
Kog |
Koh |
Koi |
Koj |
Kok |
Kol |
Kom |
Kon |
Koo |
Kop |
Kor |
Kos |
Kot |
Kou |
Kov |
Kow |
Kox |
Koy |
Koz
Die Liste der Biografien führt alle Personen auf, die in der deutschsprachigen Wikipedia einen Artikel haben. Dieses ist eine Teilliste mit 105 Einträgen von Personen, deren Namen mit den Buchstaben „Kod“ beginnt.

## Kod

### Koda
- Kōda, Aya (1904–1990), japanische Schriftstellerin
- Koda, Cub (1948–2000), US-amerikanischer Rockmusiker, Songwriter und Kritiker
- Kōda, Hidemasa (* 2003), japanischer Fußballspieler
- Koda, Jacob Venance (* 1957), tansanischer Geistlicher, emeritierter Bischof von Same
- Koda, James Kazuo (* 1955), japanischer römisch-katholischer Geistlicher, emeritierter Weihbischof in Tokio
- Kōda, Kumi (* 1982), japanische Sängerin
- Kōda, Masakazu (* 1969), japanischer Fußballspieler
- Kōda, Nobu (1870–1946), japanische Violinistin, Pianistin und Komponistin
- Kōda, Rohan (1867–1947), japanischer Schriftsteller
- Koda, Serafin (1893–1947), kosovarischer römisch-katholischer Ordenspriester und Märtyrer
- Kōdai-in († 1624), Ehefrau des japanischen Regenten Toyotomi HideyoshiKōdai-in († 1624)

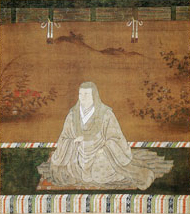
Kōdai-in († 1624)

- Kodaira, Keiichi (* 1937), japanischer Astrophysiker
- Kodaira, Kunihiko (1915–1997), japanischer Mathematiker und Hochschullehrer
- Kodaira, Nao (* 1986), japanische Eisschnellläuferin
- Kodaira, Tadamasa (* 1942), japanischer Politiker
- Kodaira, Yoshio (1905–1949), japanischer Serienmörder
- Kodaka, Kazuma (* 1969), japanische Mangaka
- Kodakallil, Joseph (* 1965), indischer Geistlicher, syro-malabarischer Bischof von Satna
- Kodal, Kurt (1924–1989), österreichischer Kameraassistent, Filmproduktionsleiter und Filmproduzent
- Kodalle, Klaus-Michael (* 1943), deutscher Religionsphilosoph
- Kodallı, Nevit (1924–2009), türkischer Komponist
- Kodály, Zoltán (1882–1967), ungarischer KomponistZoltán Kodály (1882–1967)

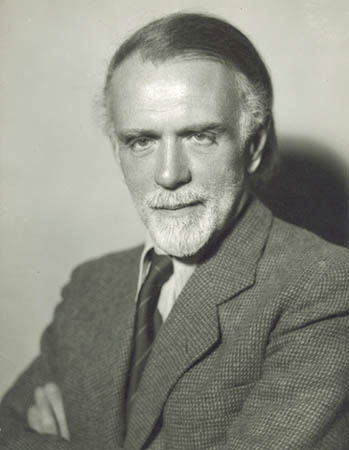
Zoltán Kodály (1882–1967)

- Kodama, Arata (* 1982), japanischer Fußballspieler
- Kodama, Gentarō (1852–1906), japanischer General und Politiker
- Kodama, Jun (* 1997), japanischer Fußballspieler
- Kodama, Kazuoki (* 1965), japanischer Nordischer Kombinierer
- Kodama, Kibō (1898–1971), japanischer Maler der Nihonga-Richtung
- Kodama, Koto (* 1973), österreichischer Schriftsteller und Drehbuchautor
- Kodama, Mari (* 1967), klassische Pianistin
- Kodama, María (1937–2023), argentinische Autorin, Übersetzerin und Literaturprofessorin
- Kodama, Mei (* 1999), japanische Sprinterin
- Kodama, Miki (* 1996), japanische Skilangläuferin
- Kodama, Momo (* 1972), japanische Pianistin
- Kodama, Reoto (* 2002), japanischer Fußballspieler
- Kodama, Rieko (1963–2022), japanische Videospielkünstlerin, Regisseurin und Produzentin
- Kodama, Shunto (* 1999), japanischer Fußballspieler
- Kodama, Taisuke (* 1958), japanischer Marathonläufer
- Kodama, Tsuyoshi (* 1987), japanischer Fußballspieler
- Kodama, Yoshio (1911–1984), politisch engagierter japanischer KriminellerKodama Yoshio (1911–1984)

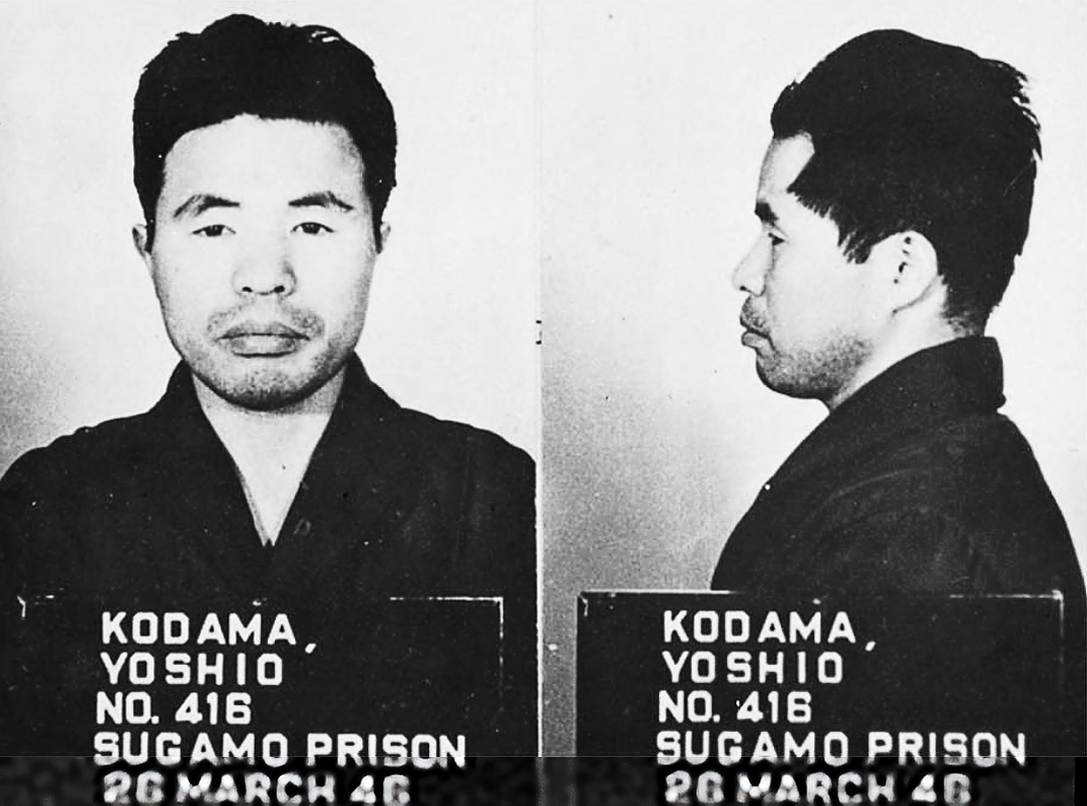
Kodama Yoshio (1911–1984)

- Kodama, Yuki, japanische Comiczeichnerin
- Kodama, Yūsaku (* 2000), japanischer Hürdenläufer
- Kodamanoğlu, Nuri (1923–2013), türkischer Politiker, Abgeordneter und Minister
- Kodaneck, Julia (* 1986), deutsche Judoka
- Kodanipork, Jaan (1947–2018), estnischer Radrennfahrer
- Kodar, Oja (* 1941), kroatische Schauspielerin, Drehbuchautorin und Regisseurin
- Kodat, Karl (1943–2012), österreichischer Fußballspieler
- Kodat, Toby (* 2003), US-amerikanischer Tennisspieler
- Kodate, Misao (* 1961), japanischer Biathlet
- Kodazki, Iwan Fjodorowitsch (1893–1937), sowjetischer Parteifunktionär und Staatsmann

### Kodd
- Ködderitz, Walter (1898–1980), deutscher lutherischer Theologe
- Köddermann, Werner (* 1946), deutscher Fußballspieler

### Kode
- Kode9 (* 1974), schottischer Künstler der Elektronischen Musik, DJ
- Kodejška, Karel (* 1947), tschechoslowakischer Skispringer
- Kodek, Georg (* 1963), österreichischer Jurist, Richter und Universitätsprofessor
- Kodela, Danilo (* 1979), slowenischer Biathlet
- Kodelska-Łaszek, Teresa (1929–2021), polnische Skirennläuferin
- Kodemari, Rui (* 1956), japanische Schriftstellerin, Dichterin und Essayistin
- Köder, Hans Dieter (* 1940), deutscher Politiker (SPD), MdL
- Koder, Johannes (* 1942), österreichischer Byzantinist
- Köder, Sieger (1925–2015), deutscher Künstler und PriesterSieger Köder (1925–2015)

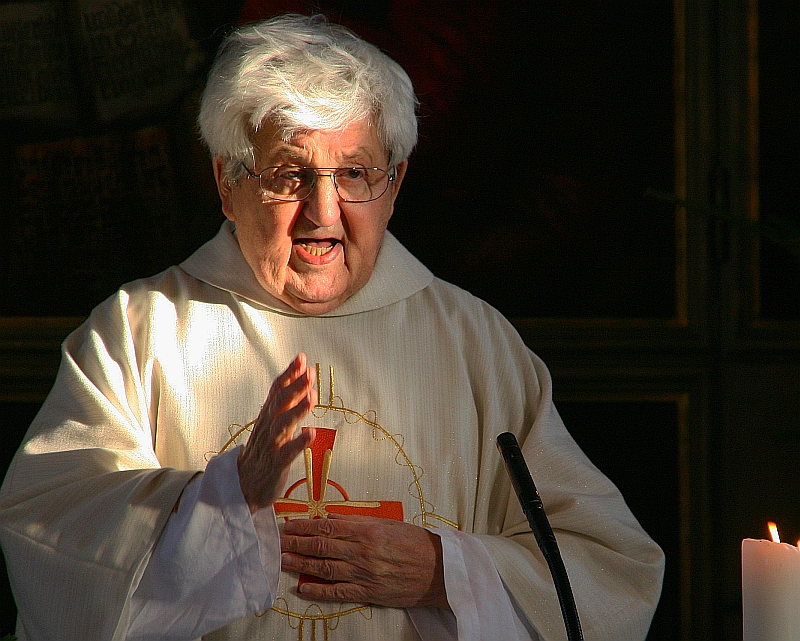
Sieger Köder (1925–2015)

- Kodera, Kenkichi (1887–1977), japanischer Maler im Yōga-Stil
- Kodera, Peter (1937–2014), österreichischer Maler, Fotograf und Kameramann
- Koderhold, Günter (* 1954), österreichischer Politiker (FPÖ), Landtagsabgeordneter
- Koderle, Franz (1810–1889), Schlosshauptmann von Schloss Schönbrunn, Laxenburg und Kammerdiener von Kaiserin Elisabeth von Österreich-Ungarn
- Kodeš, Jan (* 1946), tschechischer TennisspielerJan Kodeš (* 1946)

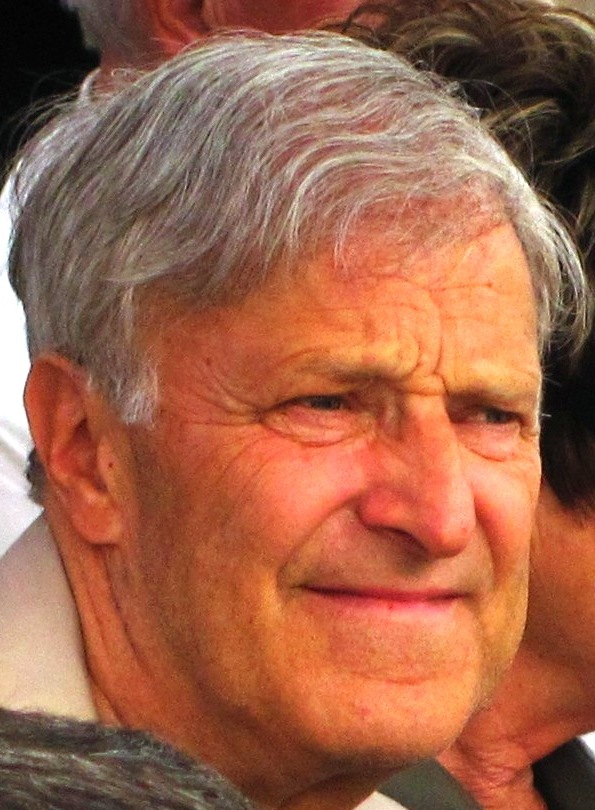
Jan Kodeš (* 1946)

- Kodet, Jiří (1937–2005), tschechischer Schauspieler
- Kodetová, Barbora (* 1970), tschechische Theater- und Filmschauspielerin

### Kodh
- Kodheli, Kel (1918–2006), albanischer Maler
- Kodheli, Mimi (* 1964), albanische Politikerin (PS)

### Kodi
- Kodikara, Lakshan (* 1999), sri-lankischer Leichtathlet
- Kodimey (* 1980), deutscher Rapper togoischer Herkunft
- Kodirov, Abrorjon (* 1995), usbekischer Amateurboxer
- Kodirowa, Anastassija Alexandrowna (* 1979), russische Volleyballspielerin
- Kodis, Josepha (1865–1940), polnische Philosophin, Psychologin und Frauenrechtlerin
- Kodithuwakku Kankanamalage, Indunil Janakaratne (* 1966), sri-lankischer Geistlicher und Kurienbeamter
- Koditschek, Elsa (1884–1961), österreichische Überlebende des Holocaust, Besitzerin eines bedeutenden Schiele-Gemäldes
- Köditz, Eberhard (1946–2019), deutscher Fußballspieler
- Köditz, Horst (1931–2017), deutscher Kinderarzt und letzter Rektor der Medizinischen Akademie Magdeburg
- Köditz, Jürgen (* 1939), deutscher Schriftsteller
- Köditz, Kerstin (* 1967), deutsche Politikerin (Die Linke), MdL

### Kodj
- Kodja, Hande (* 1984), belgische Schauspielerin
- Kodjia, Jonathan (* 1989), ivorischer Fußballspieler
- Kodjiku, Lawrence Kpabitey (1932–2022), ghanaischer Diplomat
- Kodjo, Agbéyomé Messan (1954–2024), togoischer Politiker und Premierminister
- Kodjo, Edem (1938–2020), togoischer Politiker und Schriftsteller
- Kodjoe, Boris (* 1973), deutscher SchauspielerBoris Kodjoe (* 1973)

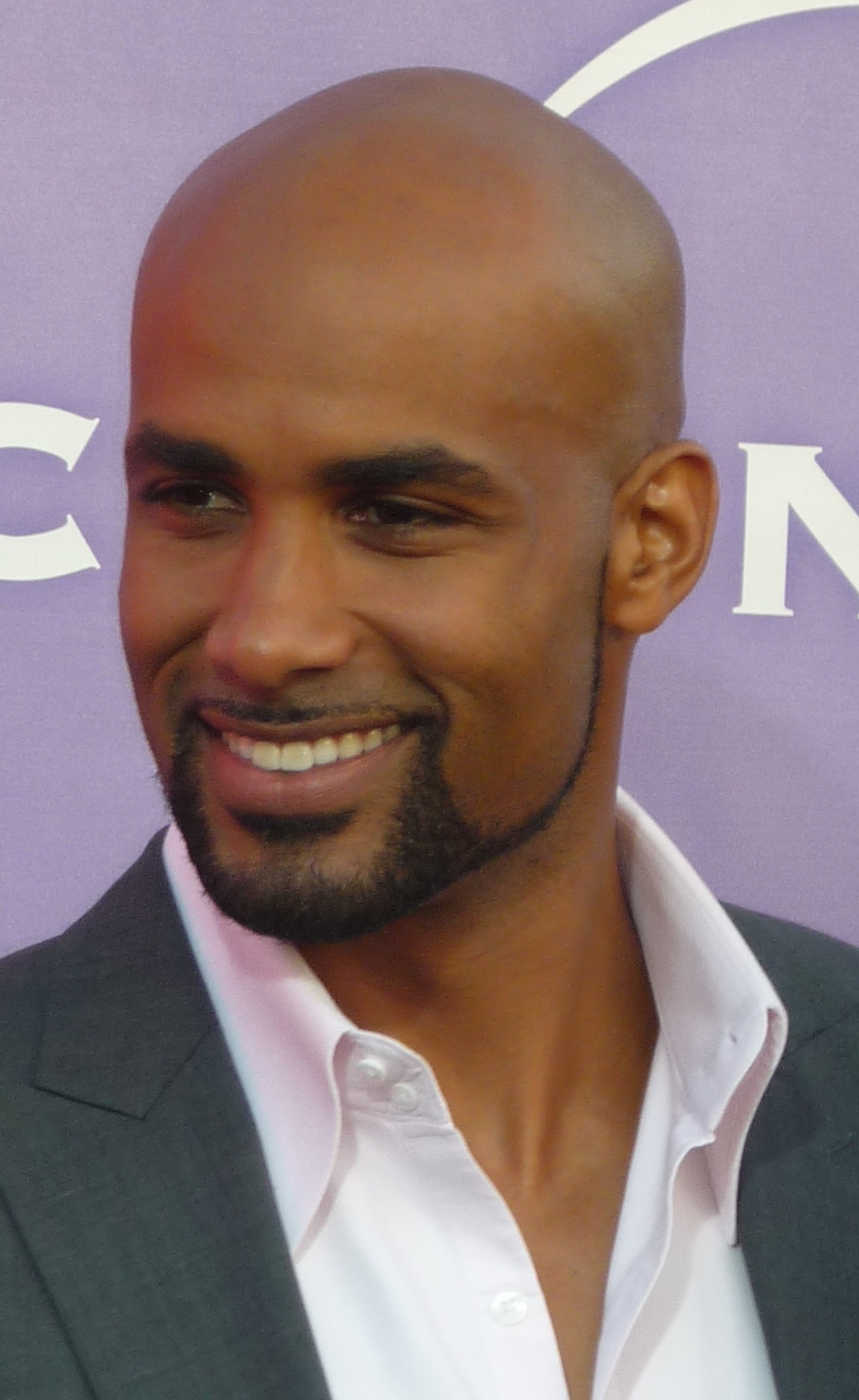
Boris Kodjoe (* 1973)

- Kodjoe, Patrick (* 1978), deutscher Basketballspieler

### Kodl
- Kodl, Jiří (1889–1955), böhmischer Tennisspieler

### Kodm
- Kodmani, Bassma (1958–2023), syrische Politikwissenschaftlerin und Politikerin

### Kodr
- Kodré, Heinrich (1899–1977), österreichischer Offizier und Widerstandskämpfer
- Kodres, Krista (* 1957), estnische Kunsthistorikerin und Hochschullehrerin
- Kodric, Karl, österreichischer Motorradrennfahrer
- Kodrič, Tina (* 1991), slowenische Badmintonspielerin
- Kodrin, Tilen (* 1994), slowenischer Handballspieler
- Kodritsch, Ronald (* 1970), österreichischer Maler, Zeichner, Objektkünstler, Filmemacher
- Kodrjanskaja, Natalja Wladimirowna (1901–1983), russische Schriftstellerin
- Kodro, Kenan (* 1993), spanischer Fußballspieler
- Kodro, Meho (* 1967), bosnisch-herzegowinischer Fußballspieler
- Kodros-Maler, attisch-rotfiguriger Vasenmaler

### Kods
- Kodschabaschew, Anton (* 1959), bulgarischer Gewichtheber
- Kodsi, Andreas (* 1964), deutscher Motorsport-Rennfahrer

### Kodu
- Kodua, Dayan (* 1980), afro-deutsche SchauspielerinDayan Kodua (* 1980)

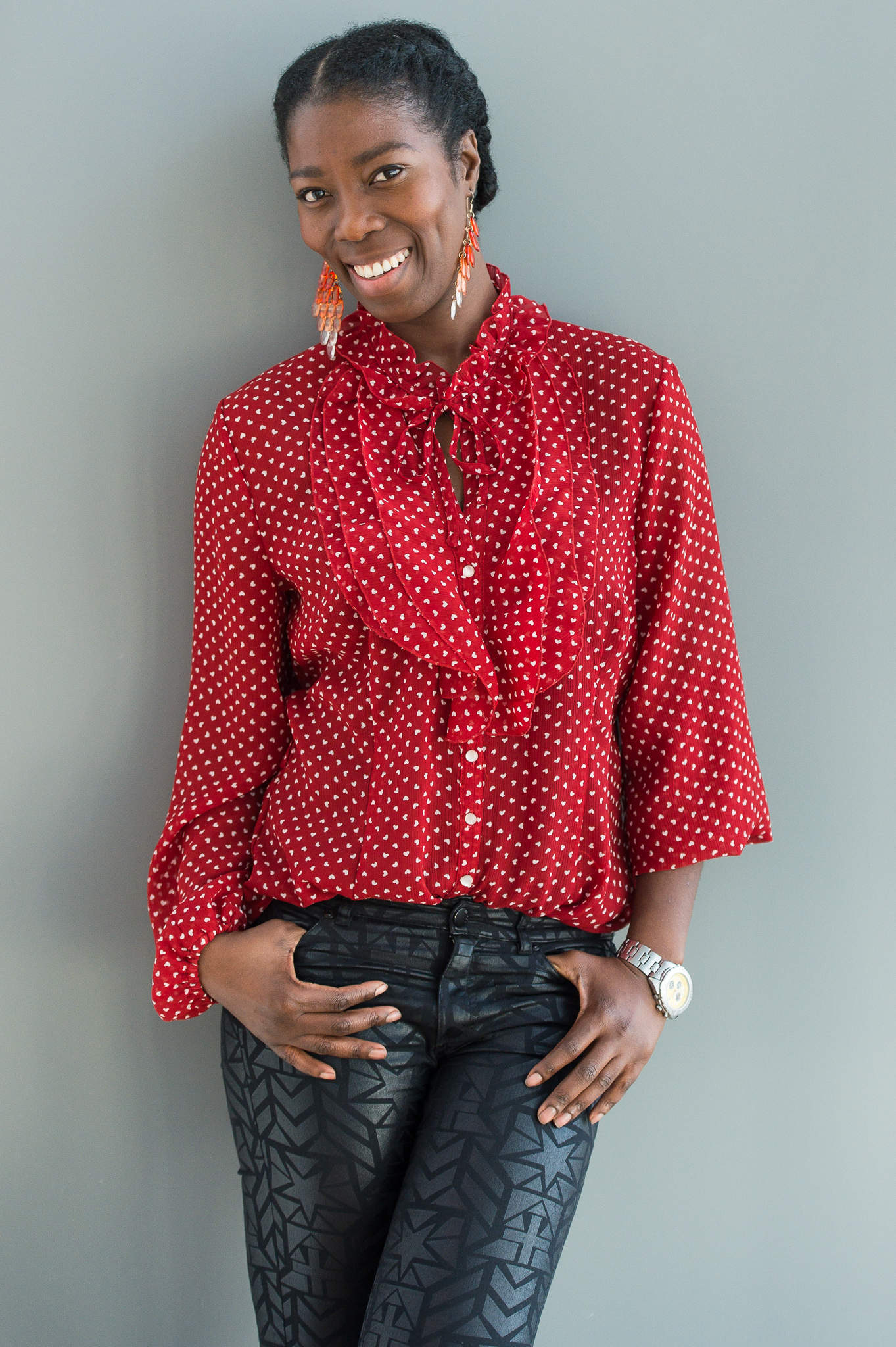
Dayan Kodua (* 1980)

- Kodura, Anne (* 1987), deutsche Filmregisseurin und Drehbuchautorin
- Koduri, Raja (* 1968), indisch-US-amerikanischer Chipentwickler und Manager

### Kodw
- Kodweiss, Friedrich (1802–1866), deutscher Chemiker